# Bill Tapia
Bill Tapia (kendt som Uncle Bill og Tappy; 1. januar 1908 i Honolulu – 2. december 2011 i Los Angeles) var en amerikansk musiker med portugisisk baggrund, der var bedst kendt for at spille ukulele. I en alder af ti år var Tapia allerede en professionel musiker, der under 1. verdenskrig spillede "Stars and Stripes Forever" for soldater i Hawaii.
Under Tapias lange karriere i først vaudeville, dernæst som jazzguitarist og ukulele-spiller, optrådte han med navne som Bing Crosby, Louis Armstrong, Elvis Presley og musikere fra Hawaii såsom King Bennie Nawahi, Sol Ho‘opi’i og Andy Iona.